# Вагонные мастерские Александровского главного механического завода Николаевской железной дороги

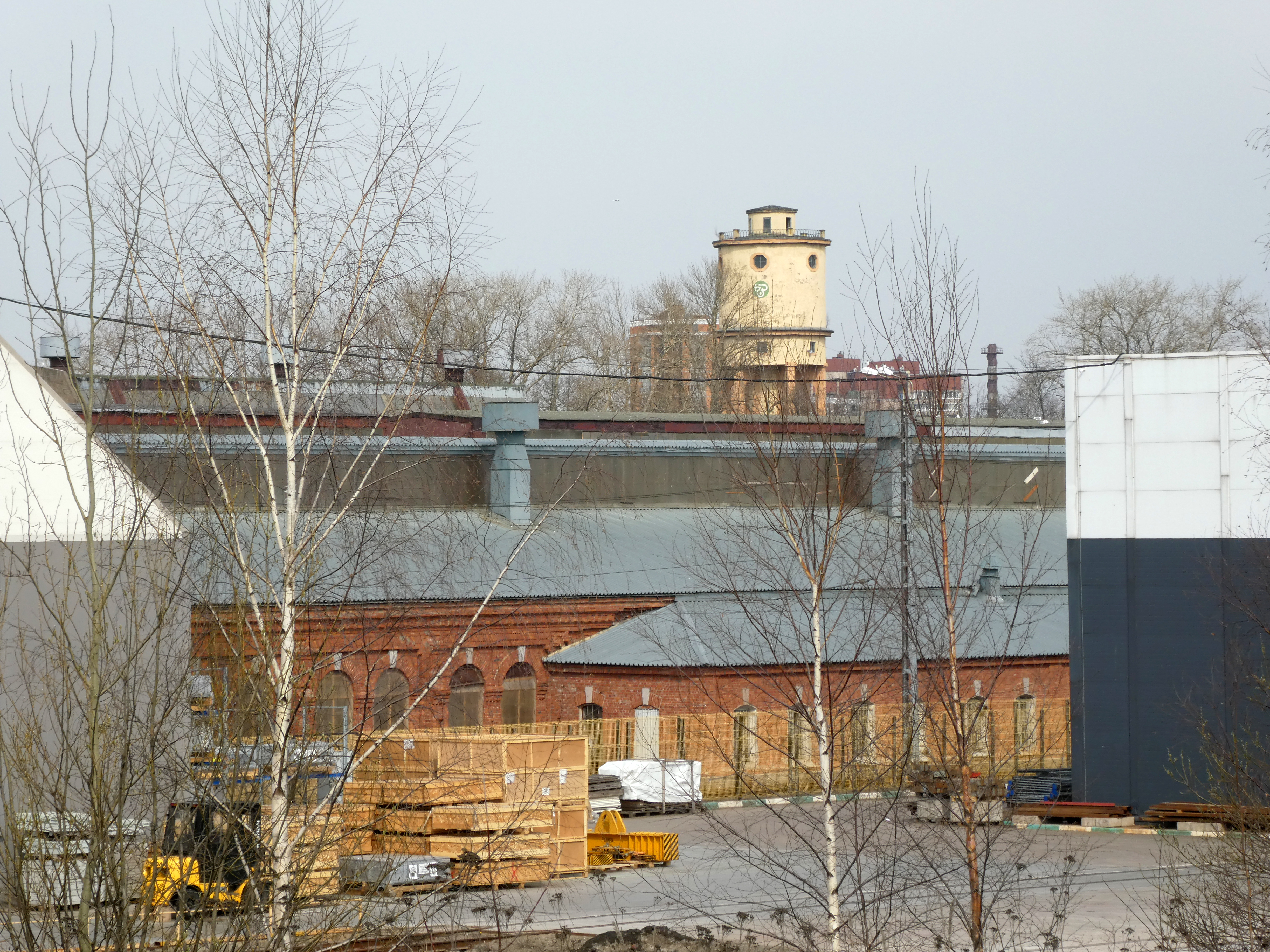
Водонапорная башня и витражные окна боковых фасадов

Вагонные мастерские Александровского главного механического завода Николаевской железной дороги — памятник архитектуры. Расположен в Санкт-Петербурге, современный адрес комплекса — улица Седова, 45, улица Крупской.
На следующий год после того, как Александровский чугунолитейный завод в 1843 году перешёл в ведение Главного управления путей сообщения, между отведённой под железную дорогу трассой и слободой рабочих завода на 5 гектарах земли были построены деревянные цеха и каменная кузница. За строительные работы отвечал Р. А. Желязевич.
Из-за роста количества заказов для вагонных мастерских с 1868 года участок начали реконструировать — старые деревянные постройки заменили на перекрытые металлическими фермами кирпичные корпуса сборно-пассажирского, сборнотоварного, деревообделочного, колёсосборочного цехов, были построены малярная и котловая мастерские. Все цеха были построены примерно в одно и то же время по проектам И. И. Шапошникова и Ф. С. Ясинского. В 1930-е годы на территории была построена железобетонная водонапорная башня.
С 1931 года завод стал отдельным предприятием от паровозостроительных мастерских — Октябрьским вагоноремонтным заводом (современный ОАО «Электровагоноремонтный завод»). Тогда же прошла реконструкция, в ходе которой пролёты между некоторыми мастерскими были застроены с сохранением исторического стиля.
Торцы здания выполнены в виде порталов с контрфорсами и деревянными воротами. У боковых фасадов крупные высокие окна с полукруглым завершением, застеклённые как витражи. У деревообделочной и сборнотоварной мастерской верхнее освещение обеспечивают фонари шедовой конструкции.
В 2015 году вагонные мастерские были покрашены и отремонтированы без согласования и разрешения от КГИОП.